# Kojo Annan
Pour les articles homonymes, voir Annan.
 (novembre 2008).
Si vous disposez d'ouvrages ou d'articles de référence ou si vous connaissez des sites web de qualité traitant du thème abordé ici, merci de compléter l'article en donnant les références utiles à sa vérifiabilité et en les liant à la section « Notes et références ».
Kojo Annan né le 25 janvier 1973 à Genève est le fils de Kofi Annan, ancien secrétaire général de l'ONU. Il a été impliqué dans l'affaire pétrole contre nourriture visant à détourner l'embargo international sur le pétrole irakien mis en place après l'invasion du Koweït et l'opération Tempête du désert.
La compagnie de courtage pétrolier Trafigura aurait versé des commissions aux anciens dirigeants irakiens ainsi qu'à Kojo Annan, qui aurait reçu 247 000 euros de commissions.[réf. nécessaire]
Il est cité dans l'affaire des Panama Papers en avril 2016.